# Stadio de la Libération
Lo Stade de la Libération è uno stadio di calcio che si trova a Boulogne-sur-Mer (Francia). La stadio che ha 15 004 posti a partire dall'estate del 2009, è utilizzato dal Union Sportive Boulogne e l'Athletic Club Boulogne per le caratteristiche del tracciato e le strutture sportive.
Boulogne-sur-Mer è stata colpita duramente dai bombardamenti nella Seconda guerra mondiale e a Boulogne i giocatori sono stati costretti a giocare una sola volta su una distesa d'erba su un ripido pendio prima di trovare rifugio nel 1947. Poi hanno trovato lo stadio di Wibert Moulin, utilizzato prima della guerra.
Il lavoro della stadio comunale Léo Lagrange che si chiamerà Stadio della Liberazione, inizia nel mese di ottobre del 1949. L'inaugurazione dei nuovi locali si è svolta il 1º giugno 1952, ma il lavoro fu completato il 15 agosto 1956. I piani di stadio sono firmati dall'architetto Albert Bonne.